# Carparo

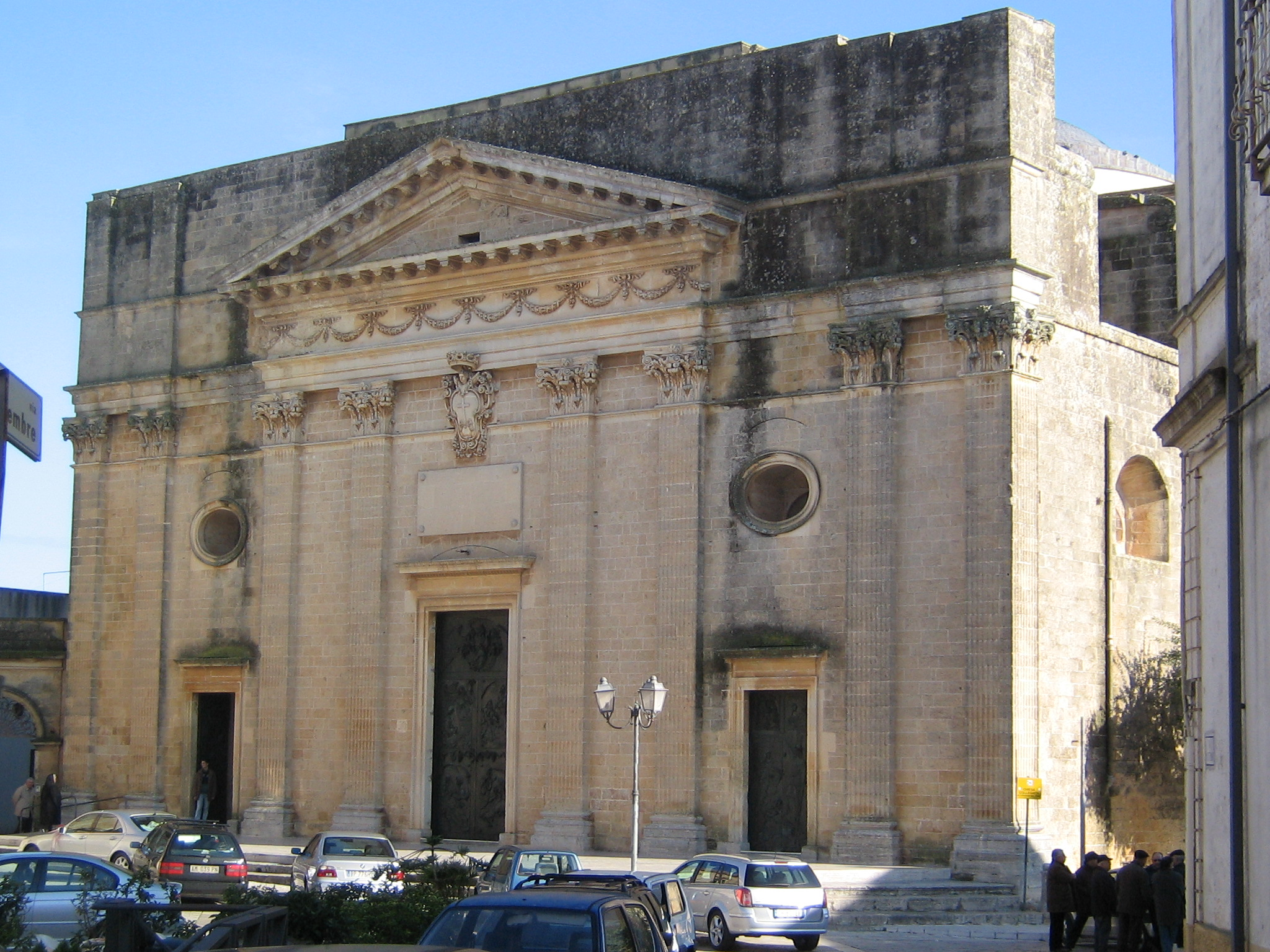
Chiesa di Alessano, Lecce.

Il carparo è una pietra calcarenitica, derivante dalla cementazione di sedimenti di roccia calcarea, generalmente in ambiente marino. 

## Descrizione
La calcarenite di origine sedimentaria è d'uso in Puglia definirla genericamente tufo, tuttavia essendo i tufi propriamente delle rocce secondarie di origine vulcanica, molto diffuse nel Lazio e Campania, si preferisce a livello di letteratura tecnica definirlo tufo calcareo. 
Secondo la qualità e la dimensione dei grani elementari, della qualità del legante naturale (calcite) e della porosità finale, la calcarenite assume diversi aspetti esterni e differenti capacità geotecniche.
Nei luoghi di affioramento la calcarenite può presentare caratteristiche omogenee tali da dare inizio ad un'attività estrattiva per l'impiego in edilizia. Secondo l'uso che se ne fa in edilizia si distinguono quattro famiglie principali di calcareniti o tufi calcarei:
- la pietra mazzara, bianca, bruna, giallastra, tenacissima ma difficilmente lavorabile con l'utensile tradizionale. In genere non viene cavata se non accidentalmente;
- la pietra carpara, gialla, tenace, difficilmente segabile, lavorabile solo con ascia e scalpello. La Puglia presenta numerose cave di carparo, da quelle con aspetto più grossolano e disomogeneo a quelle di pregio come il carparo delle cave di Madre Grazia tra Alezio e Gallipoli nel Salento la cui pietra è ricercatissima per lavorazioni ed oggettistica artistica;
- la pietra tenera, detta propriamente tufo, bianca, tenerissima, facilmente lavorabile. Le cave più importanti nel Salento sono quelle ipogee di Cutrofiano e quelle nel tarantino di Fragagnano;
- la pietra leccese, una calcarenite formata da granuli finissimi ben cementati, marnosa, che presenta le eccellenti proprietà di scalpellatura all'origine dell'ostentato decoro del barocco leccese. È la meno permeabile delle calcareniti e viene per questo usata per le coperture degli edifici.

Tutto quello che non è tufo, pietra leccese o mazzaro è carparo. 

## Caratteristiche
Presenta caratteristiche meccaniche molto buone. Alcuni campioni delle cave di Ugento hanno raggiunto valori medi di resistenza a compressione di circa 70 kg/cm². Se bagnato il campione può perdere anche il 30% di questo valore. I valori medi della resistenza a compressione dei carpari pugliesi non scende mai sotto i 25 kg/cm² sul campione asciutto. È molto usato nel Salento, per la costruzione di case. Per la buona resistenza all'erosione e la buona impermeabilità è usato anche per i prospetti di palazzi e chiese, o muri isolati, che spesso restano con la faccia vista del carparo senza ulteriore intonacatura.
Presentando una scheletratura calcarea molto forte e una cementazione calcitica molto efficace, la pietra resiste alla consunzione dei venti conservando spesso lo strato esterno che nel tempo si patina di efflorescenze e licheni che conferiscono alla facciata esterna una totale impermeabilità e un aspetto antico virando generalmente sui colori grigi. Questo stato anticato del carparo è la più bella finitura che la pietra può assumere nell'architettura pugliese e meridionale, caratterizzando le coperture dei centri storici di molti paesi ove non usa molto la scialbatura di calce. Un esempio di edificio con facciata in carparo con piccoli inserti di pietra leccese è la chiesa di Alessano (LE)
La pietra carpara è sempre scalpellabile e si presta a copiare i moduli e i decori della più nota pietra leccese. Tuttavia la grana più grossolana non consente il dettaglio minuto della pietra leccese. Alcune varietà di carparo per finezza e omogeneità della grana e uniformità di colore vengono impiegate per rivestimenti di pareti in locali pubblici, negozi, facciate. Molti monumenti commemorativi sono stati eseguiti quasi per intero in pietra carpara sia di grana rustica che di pregio. Imparare a distinguere il carparo dal tufo, dal calcare e dalla pietra leccese aiuta a conoscere l'architettura pugliese e la Puglia stessa. La pietra carpara e il calcare, diffusi quasi omogeneamente su tutto il territorio regionale, sono alla base della edilizia civile e monumentale. L'utilizzo dei tufi teneri, invece, è legato a disponibilità locali e a diffusioni a livello sub-provinciale.
L'introduzione dei derivati del laterizio o del cemento è di recente introduzione. Si possono vedere edifici in carparo in gran quantità passeggiando nel centro di Lecce, nel centro storico di Gallipoli (si veda la Cattedrale di Gallipoli) o in molti monumenti nelle province di Brindisi e Taranto.